# Замок Цербст
Замок Цербст (нем. Schloss Zerbst) в городе Цербст, Саксония-Анхальт, Германия — бывшая резиденция принцев Ангальт-Цербст с конца XVII века, пока династия не прервалась в 1793 году. Позже он служил музеем и архивом. Здание было серьезно повреждено в результате бомбардировки в последние недели Второй мировой войны и впоследствии практически снесено.
В настоящее время ведутся работы над поддержанием и реконструкцией сохранившегося восточного крыла замка.

## История
Первым замком в Цербсте был славянский водный замок, построенный в XII веке. Это сооружение, окруженное стеной и рвом, впервые упоминается в документе, датированном 1196 годом. Отдельно стоящая колокольня соседней церкви Св. Варфоломея изначально была частью этого замка. На протяжении веков замок расширялся и реконструировался. К XVI веку комплекс замковых строений состоял из ряда индивидуальных резиденций различных ветвей семьи, окруженных общей замковой стеной. Замок пережил Тридцатилетнюю войну практически не поврежденным. Однако в течение следующего столетия обслуживанием строений пренебрегали, и к концу XVII века замок стал практически непригодным для проживания.

### Резиденция Дома Ангальт-Цербст
Князь Карл Вильгельм решил в качестве своей резиденции построить новое здание и поручил голландскому архитектору Корнелису Рикваерту спроектировать будущий дворец. Чтобы освободить место, часть строений старого замка была снесена, при этом обломки использовались в качестве засыпки фундамента нового дворца. Сохранённые строения старого замка были частично интегрированы в новый дворец. Планировалось создать типичный трехкрылый комплекс в стиле барокко с курдонёром в центре, стилистически основанный на голландских образцах. Фундамент был заложен 31 мая 1681 года, строительство зданий завершено в 1689 году; внутренние работы и строительство пристроек продолжались до 1696 года.
Между 1703 и 1706 годами преемник Рикваерта Джованни Симонетти построил западное крыло, в которое входила часовня замка. Строительные работы над часовней продолжались до 1719 года. В 1721 году центральный ризалит был расширен в замковую башню с куполом в стиле барокко. В 1743 году были снесены последние части старого замка, а в 1744 году на освободившемся таким образом пространстве началось строительство восточного крыла. После завершения строительства восточного крыла в 1746 году дворец приобрел запланированный трехкрылый вид. Новое крыло было оформлено в стиле рококо. Это был дом, где провела детство Екатерина II (урожденная принцесса София Ангальт-Цербстская) до того, как ее выбрали для замужества с наследником российского императорского престола в 1744 году. Строительство было остановлено, когда в 1758 году правящий принц Фридрих Август, младший брат Екатерины Великой, был вынужден бежать в Базель из-за спора с Фридрихом Великим. К этому времени внешняя часть восточного крыла была завершена, но второй этаж не был украшен. В таком состоянии замок сохранялся до 1921 года.
После того, как в 1793 году княжеская линия Ангальт-Цербст угасла, замок по большей части пустовал. В 1921 году в замке был открыт музей, а в пустующих помещениях разместились некоторые муниципальные учреждения, в том числе городская налоговая инспекция.
16 апреля 1945 года замок подвергся бомбардировке союзников и полностью сгорел. Ценный интерьер был уничтожен вместе с экспонатами, выставленными в музее, и документами, хранившимися в Государственном архиве. Реконструкция стен замка на существующем фундаменте была бы возможна, но этот вариант был отвергнут по политическим причинам коммунистическими правителями послевоенной Восточной Германии. Корпус логиса и западное крыло были снесены, и остались стоять только руины восточного крыла.

## Описание
На территории замка до сих пор сохранилось несколько напоминаний о былых размерах и внешнего великолепия замка. Одно из сохранившихся зданий — бывшая школа верховой езды, крытый манеж в стиле барокко, построенное в 1724 году, теперь является крытым пространством для проведения мероприятий. Сохранилась часть замкового парка и некоторые хозяйственные постройки. Парк был разбит в 1798 году в французском стиле, а позже был преобразован в ландшафтный парк. Одной из причин трансформации было то, что старые структурные элементы и газоны в стиле барокко долгое время были оставлены без ухода и присмотра, и первоначальная парковая структура постепенно исчезала.

## Реконструкция

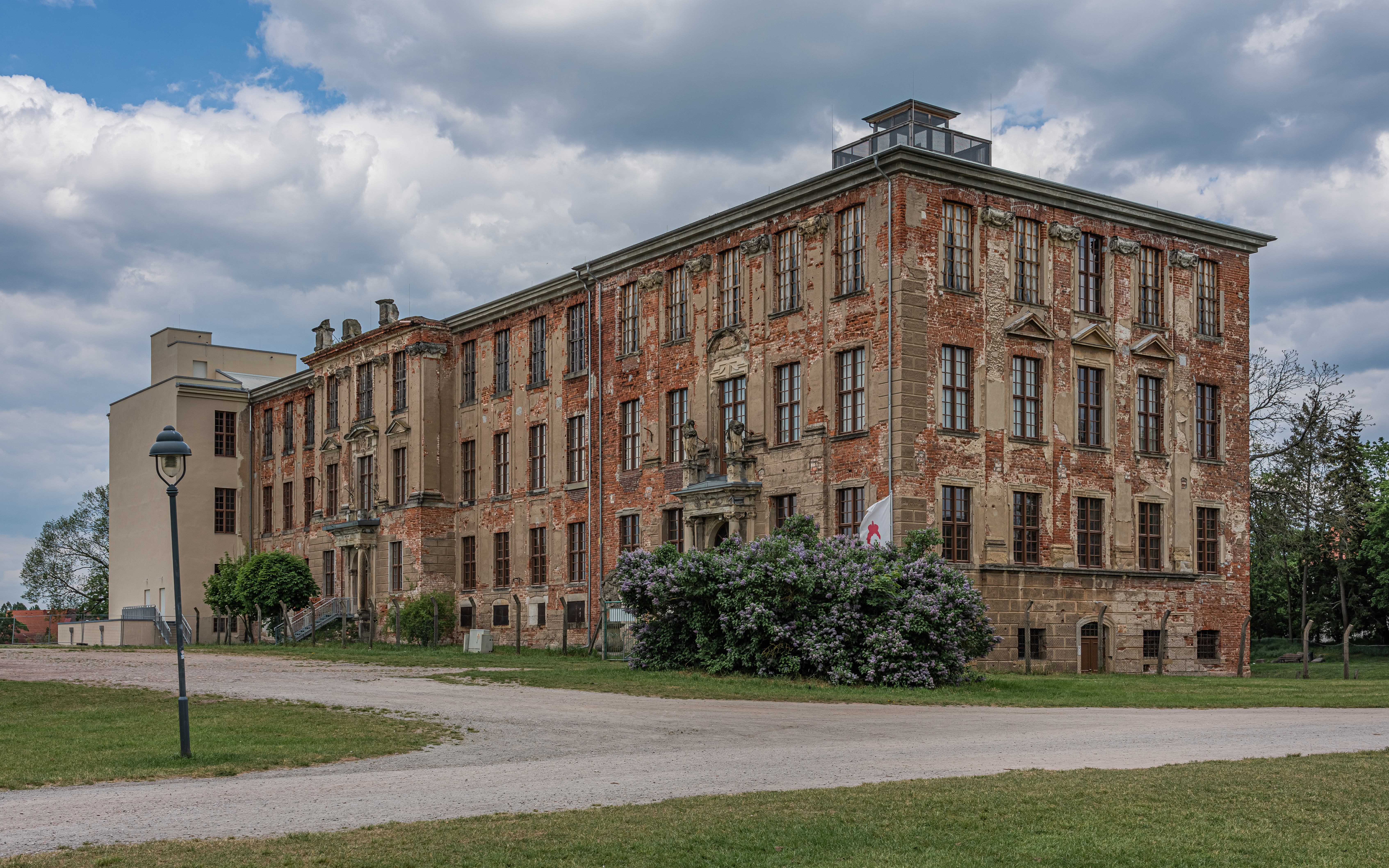
Состояние в 2023 году

В 2006 году Общество друзей замка Цербст начали охранять и восстанавливать руины. Их цель — добросовестно восстановить внешний вид восточного крыла замка. С начала 2000-х годов здание восточного крыла было накрыто новой крышей, что предотвращает дальнейшее разрушение здания.  Частично были установлены окна и двери, в отремонтированных внутренних помещениях стало возможным проведение выставок найденных в ходе ремонта артефактов. По сохранившимся образцам восстанавливаются лестничные пролёты. Финансовую поддержку обществу оказывают мэрия Цербста и правление федеральной земли Саксония-Ангальт, местные предприниматели, заинтересованные в привлечении туристов. Было отмечено, что освещение в прессе установки памятника Екатерине II заметно увеличило количество туристов из России.